# Риба брадва
Рибите брадви (Argyropelecus olfersii) са вид актиноптери от семейство Заострени риби (Sternoptychidae).
Те са незастрашен вид.
Таксонът е описан за пръв път от Жорж Кювие през 1829 година.